# Exchangeable image file format
Exchangeable image file format (Exif) é uma especificação seguida por fabricantes de câmeras digitais que gravam informações sobre as condições técnicas de captura da imagem junto ao arquivo da imagem propriamente dita na forma de metadados etiquetados. A especificação usa os formatos de imagem JPEG, TIFF rev.6.0 e o formato de áudio wave RIFF. O Exif não está suportado nos formatos JPEG 2000, PNG, GIF e BMP.

## Antecedentes
O Exif foi criado pela Japan Electronic Industries Development Association (JEIDA). As etiquetas de metadados definidas no padrão Exif vão além da data e hora da captura para incluir informações de interesse do fotógrafo (profissional ou amador) que costuma manter os dados de suas fotos anotados, ou seja:
- informações de data e hora que muitas câmeras analógicas imprimem na imagem fotográfica;
- informações sobre a configuração da câmera como abertura do diafragma, velocidade do obturador, modo de medição e sensibilidade ISO.

## Versão 2.2
A versão Exif 2.2, criada em abril de 2002, também é conhecida como Exif Print por incluir tags para impressão digital por programa armazenado (não sensoreado) entre outras tags.
- tags para impressoras Exif Print como tag de modo de cena, white balance e compensação de exposição;
- tags para etiquetar informações sobre copyright (supondo que haverá câmeras com teclado de caracteres);
- geoetiquetação para localização por parâmetros GPS (latitude, longitude, altitude, orientação e direção);
- gravação de uma miniatura da imagem junto com a imagem original (para visualizar a imagem na câmera, num PC, ou para pesquisa rápida na internet).

## Programas que suportam dados Exif
Os programas de computador lêem um sub-conjunto de dados Exif para exibição em segunda instância do arquivo de imagem. Dados Exif mais completos podem ser acessados por softwares conhecidos como Exif readers, alguns até mesmo gratuitos. Para edição de dados Exif há softwares Exif editors. Informações de copyright, autoria e os geo-tags podem ser introduzidos (ou removidos) através destes programas.
Exemplos de programas de edição/visualização de dados Exif são: dcraw (um software livre de linha de comando para trabalhar com formatos de fotos "cruas"), exiftool (outro software livre de linha de comando para trabalhar com formatos diversos de fotos) e o ImageMagick.
Vale ressaltar que o padrão EXIF é bastante complexo e exige um conhecimento avançado da tecnologia de captura de imagens, áudio e vídeo. Sua estrutura é extensível para acomodar qualquer tipo de informação adicional e particular através das tags genéricas.
Alguns programas de edição de imagens podem danificar o EXIF removendo informações que não consigam interpretar para diminuir o tamanho do arquivo de imagem. Deve-se tentar preservar toda a informação acoplada à imagem pois estas informações de captura são valiosas para se organizar e indexar; e são obtidas automaticamente (sem input do usuário).

## Geolocalização
O formato Exif tem tags padrão para informações sobre localização. As câmeras que possuam um dispositivo GPS embutido gravam direto no Exif, mas também é possível introduzir posteriormente valendo-se de um GPS de mão ou com o auxílio de um software de mapeamento. Uma imagem com geocódigo definido é essencial para sua publicação no Google Earth.

## Edição de dados Exif
As informações contidas no Exif são obtidas automaticamente a partir da câmera fotográfica e portanto não fornecem alguns metadados usados em arquivos de imagens, como por exemplo o contato do fotógrafo, copyright, etc. Para tanto existe o padrão  IPTC (International Press Telecommunications Council) de metadados. A maioria dos editores de Exif dá suporte também a este padrão.
Deve-se usar cautela ao editar os dados Exif para que não se corrompa o arquivo de imagem. Alguns editores de imagem além de manterem as informações originais, incluem uma tag informando qual software de edição foi utilizado naquela imagem (exemplo Adobe Photoshop), mas alguns editores de imagem (exemplo Microsoft Paint) descartam etiquetas do Exif por não compreenderem seu significado ou simplesmente para diminuir o tamanho do arquivo de imagem. Este fato pode comprometer a veracidade de algumas imagens cujo conteúdo seja duvidoso, ou de certa forma tendencioso, assim gerando duvidas se aquela imagem é real ou uma montagem.

## Exemplo

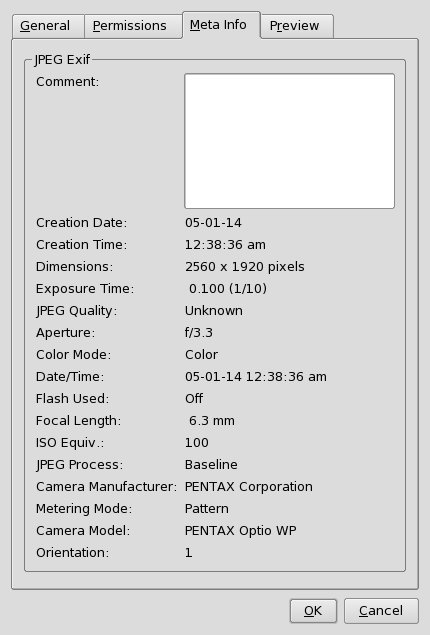
Captura de tela do Konqueror exibindo as informações Exif.

O quadro seguinte mostra os valores Exif para uma imagem capturada com uma câmera digital típica. Note que a informação de autoria e de copyright, não é gerada pela câmera, de maneira que esta deve ser agregada durante as fases posteriores do processamento da imagem.
| Característica            | Valor                            |
| ------------------------- | -------------------------------- |
| Manufacturer              | CASIO                            |
| Model                     | QV-4000                          |
| Orientation               | top - left [8 possíveis valores] |
| Software                  | Ver1.01                          |
| Date and Time             | 2003:08:11 16:45:32              |
| YCbCr Positioning         | centered                         |
| Compression               | JPEG compression                 |
| x-Resolution              | 72.00                            |
| y-Resolution              | 72.00                            |
| Resolution Unit           | Inch                             |
| Exposure Time             | 1/659 s                          |
| FNumber                   | f/4.0                            |
| ExposureProgram           | Normal program                   |
| Exif Versión              | Exif Versión 2.1                 |
| Date and Time (original)  | 2003:08:11 16:45:32              |
| Date and Time (digitized) | 2003:08:11 16:45:32              |
| ComponentsConfiguration   | Y Cb Cr -                        |
| Compressed Bits per Pixel | 4.01                             |
| Exposure Bias             | 0.0                              |
| MaxApertureValue          | 2.00                             |
| Metering Mode             | Pattern                          |
| Flash                     | Flash did not fire.              |
| Focal Length              | 20.1 mm                          |
| Maker Note                | 432 bytes unknown data           |
| FlashPixVersion           | FlashPix Versión 1.0             |
| Color Space               | sRGB                             |
| PixelXDimension           | 2240                             |
| PixelYDimension           | 1680                             |
| File Source               | DSC                              |
| InteroperabilityIndex     | R98                              |
| InteroperabilityVersion   | (null)                           |